# Poul Chievitz

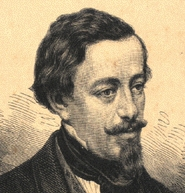
Poul Chievitz.

Poul Chievitz, född 1817 och död 1854, var en dansk författare.
Chievitz var symbolen för den köpehamnska sprätthöken inom dansk litteratur. Hans närmaste litteräre förebild var den franske författaren Charles Paul de Kock, ibland lånade han stildrag från Henri Murger. Bland Chievitz verk märks Nytaarsgave for Forlovede, Fra Gaden, samt Japhet, der søger sig en Kone. Tillsammans med Adolph von der Recke skrev han även vaudeviller och en litterär satir, Det kjedelige Drama, främst riktat mot Carsten Hauch.